# Hệ thống nội màng
Hệ thống nội màng (hay hệ thống màng nội bào, hệ thống màng trong, tiếng Anh: Endomembrane system) hình thành từ những màng khác nhau lơ lửng trong tế bào chất tế bào nhân thực. Những màng này phân vùng tế bào thành những khoang chức năng và cấu trúc, gọi là bào quan. Ở sinh vật nhân thực, bào quan thuộc hệ thống nội màng bao gồm: màng nhân, lưới nội chất, bộ máy Golgi, lysosome, túi, túi nhập bào và màng tế bào, v.v. Nếu định nghĩa chính xác hơn, hệ thống nội màng là tập hợp những màng tạo nên một đơn vị chức năng và phát triển duy nhất, hoặc được thông nối trực tiếp, hoặc là trao đổi vật chất thông qua túi vận chuyển (túi tải). Cần lưu ý rằng, hệ thống nội màng không bao gồm những màng của lục lạp hay ty thể, nhưng có thể hệ thống này có nguồn gốc tiến hóa từ những hoạt động của bào quan ty thể. (xem đề mục: Tiến hóa)
Màng nhân chứa một lớp kép lipid, bọc lấy khối vật chất bên trong của nhân. Lưới nội chất (endoplasmic reticulum, ER) là bào quan tổng hợp và vận chuyển các chất thông qua mạng lưới các kênh, túi và bể chứa phân bố trong tế bào chất, lưới nội chất được tìm thấy ở tế bào thực vật và động vật. Bộ máy Golgi là phức hệ gồm nhiều túi dẹp xếp chồng lên nhau, thực hiện chức năng đóng gói các vật liệu phân tử, để phân phối đến những bộ phận khác của tế bào, hoặc để tiết ra ngoài. Không bào là bào quan tham gia duy trì hình dạng và cấu trúc tế bào, đồng thời là kho lưu trữ những chất thải, chúng được tìm thấy ở cả tế bào thực vật lẫn động vật, trong đó không bào thực vật lớn hơn nhiều so với không bào động vật. Túi vận chuyển là một cấu trúc nhỏ có màng bao, đảm nhận vai trò dự trữ và vận chuyển các chất. Màng tế bào là hàng rào bảo vệ tế bào, điều hòa hoạt động xuất nhập vật chất ra vào tế bào. Người ta còn tìm thấy một bào quan chỉ có ở nấm, mang tên Spitzenkörper, liên quan đến sự sinh trưởng của đỉnh sợi nấm.
Trong thực tế, màng nội bào trong sinh vật nhân sơ khá hiếm thấy, mặc dù ở nhiều loại vi khuẩn quang hợp, màng sinh chất bị gấp nếp mạnh và hầu hết tế bào chất được phủ đầy bằng nhiều phiến màng hấp thu ánh sáng. Những màng thu sáng này có khả năng cấu thành nên chlorosome, một cấu trúc khép kín có ở vi khuẩn lưu huỳnh màu lục.
Những bào quan thuộc hệ thống nội màng "liên lạc" với nhau thông qua tiếp xúc trực tiếp, hoặc qua vận chuyển các đoạn của màng dưới dạng túi. Tuy có mối quan hệ tương hỗ, nhưng mỗi loại màng của mỗi bào quan khác nhau không có sự đồng nhất về mặt cấu trúc và chức năng. Độ dày, thành phần phân tử và đặc điểm trao đổi chất của mỗi loại màng không cố định, những tính chất màng có thể bị biến đổi nhiều lần trong suốt vòng đời của màng. Một đặc tính thống nhất mà mọi màng đều có là các màng đều có dạng lớp kép lipid với các phân tử protein bám rìa màng hoặc xuyên qua màng.

## Lịch sử khái niệm
Ở nấm men, phần lớn lipid được tổng hợp tại lưới nội chất, ty thể hay những hạt lipid; chỉ có một phần nhỏ (đôi khi là không có) lipid được tổng hợp tại màng sinh chất và màng nhân. Quá trình sinh tổng hợp sphingolipid thì bắt đầu tại lưới nội chất, và hoàn thành tại bộ máy Golgi. Động vật có vú cũng tương tự nấm men ở điểm trên, ngoại trừ một vài bước đầu tiên trong sinh tổng hợp ether lipid lại xảy ra ở peroxisome thay vì lưới nội chất. Như ta đã thấy, không phải bào quan nào cũng có thể tổng hợp nên lipid; chính vì vậy, lipid từ những vị trí tổng hợp này phải được vận chuyển để tạo nên các loại màng bào quan khác nhau trong tế bào. Không khó để thấy rằng sự vận chuyển lipid này là một quá trình trung tâm trong việc phát sinh các bào quan, nhưng cơ chế hay cách mà lipid được vận chuyển trong tế bào thì một thời gian dài vẫn chưa được làm sáng tỏ.
Năm 1974, Morré và Mollenhauer đã đưa ra đề xuất đầu tiên về khái niệm nội màng, cho rằng những màng nội bào cùng nhau tạo nên một hệ thống độc nhất để trao đổi vật chất giữa những hợp phần trong hệ. Đề xuất này đưa ra một cách giải thích cho việc tạo nên các màng lipid khác nhau trong tế bào, đó là những màng này được xây dựng nhờ dòng lipid chảy từ nơi tổng hợp lipid. Ý tưởng về dòng lipid lưu động trong một hệ thống liên tục gồm những màng và túi là một cách giải thích thay thế so với quan niệm trước đó, cho rằng những màng khác nhau là những thực thể độc lập và được hình thành từ sự vận chuyển các thành phần lipid tự do như acid béo và sterol trong bào tương. Điều quan trọng là, quá trình vận chuyển lipid qua bào tương và dòng lipid qua hệ thống nội màng liên tục không loại trừ lẫn nhau, và cả hai đều có thể xảy ra trong tế bào.

## Thành phần

### Màng nhân

Hình minh họa nhân tế bào với phần vỏ nhân màu cam.

Màng nhân (hay vỏ nhân) bao bọc lấy nhân tế bào, phân tách khối vật chất của nhân khỏi tế bào chất. Cấu trúc này gồm hai màng, mỗi màng là một lớp kép lipid liên tục với các protein khảm bên trong. Màng nhân ngoài nối liền với màng của lưới nội chất hạt, và hai màng đều có những ribosome đính trên bề mặt. Màng nhân ngoài cũng thông với màng nhân trong tại những vị trí mà hai màng dung hợp với nhau; những vị trí đó được gọi là lỗ nhân. Đường kính mỗi lỗ khoảng 120 nm. Lỗ màng nhân có chức năng điều hòa sự vận chuyển các phân tử di chuyển giữa nhân và tế bào chất, và chúng chỉ cho phép một số đối tượng phù hợp đi qua màng. Do hệ thống lỗ nhân nằm tại những vùng có sự trao đổi vật chất mạnh, nên chức năng của chúng là rất quan trọng trong sinh lý tế bào. Không gian choán giữa màng ngoài và màng trong được gọi là xoang quanh nhân, có thông với xoang lưới nội chất hạt.
Cấu trúc vỏ nhân được nâng đỡ ổn định nhờ mạng lưới các sợi trung gian (sợi protein). Hệ mạng này được tổ chức thành một lớp lót như tấm rây, gọi là phiến nhân (hay tấm lamina), có liên kết với chất nhiễm sắc, protein xuyên màng và những thành phần khác của nhân dọc theo mặt trong màng trong. Người ta cho rằng phiến nhân có vai trò trong việc đưa các chất trong nhân đến được lỗ nhân. Trong suốt quá trình nguyên phân, phiến nhân, cũng như vỏ nhân, sẽ bị phân hủy; chúng sẽ được tập hợp lại tại kỳ cuối.
Lỗ nhân chọn lọc hiệu quả các chất được phép đến và đi khỏi nhân, vì vỏ nhân là vùng có sự lưu thông vật chất đáng kể. RNA và những tiểu đơn vị ribosome phải được vận chuyển liên tục từ nhân ra tế bào chất. Histone, các protein điều hòa gen, DNA và RNA polymerase, cùng những thành phần khác cần thiết cho hoạt động của nhân phải được nhập vào từ tế bào chất. Vỏ nhân của một tế bào động vật có vú điển hình chứa khoảng 3000–4000 phức hệ lỗ màng nhân. Nếu tế bào đang tổng hợp DNA thì mỗi phức hệ lỗ nhân cần vận chuyển cỡ 100 phân tử histone mỗi phút. Nếu tế bào đang phát triển mạnh thì mỗi phức hệ cần vận chuyển khoảng 6 tiểu đơn vị ribosome lớn và nhỏ mới lắp ráp từ nhân đến bào tương, nơi chúng được sử dụng để tổng hợp protein.

### Lưới nội chất

1 Nhân tế bào
2 Lỗ nhân
3 Lưới nội chất hạt (Rough ER, RER)
4 Lưới nội chất trơn (Smooth ER, SER)
5 Ribosome trên ER hạt
6 Protein đang được vận chuyển
7 Túi vận chuyển
8 Bộ máy Golgi
9 Mặt cis của bộ máy Golgi
10 Mặt trans của bộ máy Golgi
11 Túi chứa dịch (Cisternae) của bộ máy Golgi

Lưới nội chất (endoplasmic reticulum, ER) có thể coi là phần mở rộng của màng nhân, đảm nhận chức năng tổng hợp và vận chuyển các chất có liên quan đến màng trong tế bào. Hơn một nửa lượng màng có trong tế bào nhân thực đều có liên quan đến ER. ER được cấu thành từ những túi dẹp và ống phân nhánh thông nối với nhau; hệ thống màng ER khép kín và bao lấy khoang nội chất đơn nhất bên trong. Khoang nội chất phức tạp này được gọi là xoang lưới nội chất hay xoang ER (ER lumen), và đôi khi cũng được gọi là khoang chứa dịch ER (ER cisternal space). Xoang nội chất chiếm khoảng 10% tổng thể tích tế bào. Màng lưới nội chất cho phép những phân tử được vận chuyển chọn lọc giữa xoang và tế bào chất, và vì lưới nội chất nối liền với màng nhân nên bào quan này tạo nên một hệ thống kênh thông thương giữa nhân và tế bào chất.
ER có vai trò trung tâm trong sản xuất, chế biến và vận chuyển các hợp chất hóa sinh để sử dụng trong và ngoài tế bào. Màng ER là nơi sản xuất toàn bộ protein và lipid xuyên màng cho hầu hết các bào quan trong tế bào, bao gồm bản thân ER, bộ máy Golgi, lysosome, túi nhập bào, ty thể, peroxisome, túi tiết và màng sinh chất. Hơn nữa, hầu như mọi protein được xuất ra ngoài tế bào, kể cả những protein được bố trí định khu tại xoang ER, bộ máy Golgi hay lysosome, đều từng có một giai đoạn ban đầu trong xoang ER. Do đó, nhiều protein chỉ hiện diện trong khoang lưới nội chất trong một khoảng thời gian nhất định, trước khi thoát ra ngoài và đi đến những địa điểm khác. Nhưng cũng có những protein thường trực hiện hữu ở trong xoang, được gọi là protein nội sinh lưới nội chất. Những protein đặc biệt này sở hữu một tín hiệu lưu giữ chuyên biệt được tạo từ một chuỗi amino acid đặc hiệu, giúp bào quan có thể nhận biết và giữ lại chúng. Một protein nội sinh lưới nội chất quan trọng là protein chaperone BiP, có chức năng nhận diện những protein được chế tạo hay chế biến không đúng cách, và ngăn không cho chúng được vận chuyển đến đích.
ER tham gia sàng lọc đồng dịch mã các protein. Trong quá trình này, trình tự tín hiệu ER trên chuỗi polypeptide sẽ được nhận diện bởi một protein nhận biết tín hiệu, làm cho quá trình tổng hợp tiếp chuỗi polypeptide đó bị chậm lại hoặc dừng hẳn. Tiếp đến, những SRP (signal recognition particle, phần tử nhận biết tín hiệu) sẽ vận chuyển chuỗi polypeptide đến màng ER; tại đây, chuỗi này sẽ được phóng thích qua một lỗ màng và quá trình dịch mã sẽ lại tiếp tục.

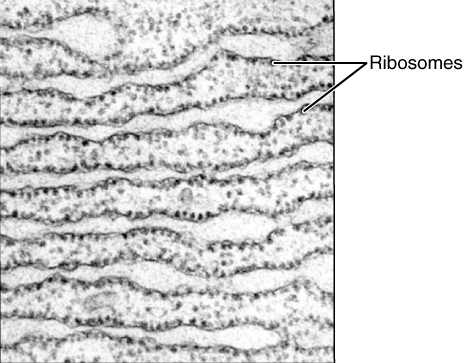
Dưới kính hiển vi điện tử, những "hạt" ribosome trên mạng lưới nội chất hạt được hiện lên rất rõ ràng.

Dù được thông nối với nhau, hai vùng của ER là ER trơn và ER hạt có sự khác biệt đáng kể về cấu trúc và chức năng. Tên gọi "lưới nội chất hạt" xuất phát từ sự hiện diện của các ribosome đính trên bề mặt màng hướng ra tế bào chất (mặt ngoài màng), khiến cho màng này trông như có vẻ được gắn các hạt khi quan sát dưới kính hiển vi điện tử. Ngược lại, lưới nội chất trơn thì có bề mặt nhẵn láng do không có các ribosome đính trên mặt ngoài màng.

#### Chức năng của lưới nội chất trơn (ER trơn)
Trong phần lớn tế bào, những vùng ER trơn hoàn toàn là khá hiếm gặp, thường thấy hơn là dạng ER gồm một phần trơn và một phần hạt. Đôi khi ER trơn được gọi là ER chuyển tiếp (transitional ER) vì chúng có các điểm thoát ER (ER exit site), nơi tống các túi vận chuyển mang protein và lipid vừa tổng hợp để gửi đến bộ máy Golgi. Tuy nhiên, ở một số tế bào chuyên hóa nhất định, ER trơn rất phát triển và có thêm một số chức năng bổ sung. ER trơn của các tế bào này tham gia nhiều quá trình trao đổi chất đa dạng, từ tổng hợp lipid, chuyển hóa carbohydrate, đến khử độc thuốc và chất độc.
Các enzyme của ER trơn rất quan trọng đối với quá trình tổng hợp lipid, bao gồm các loại dầu, phospholipid và steroid. Hormone giới tính của động vật có xương sống và hormone steroid do tuyến thượng thận tiết ra là những steroid được ER trơn tạo ra trong tế bào động vật. Những tế bào tổng hợp các hormone này rất giàu ER trơn.
Tế bào gan là một trong những điển hình về các tế bào chuyên hóa chứa lượng lớn ER trơn. Những tế bào này cho ta một ví dụ điển hình về vai trò của ER trơn trong chuyển hóa carbohydrate. Tế bào gan dự trữ carbohydrate dưới dạng glycogen. Khi cần, glycogen có thể được phân giải để tạo thành glucose, quá trình này có vai trò quan trọng trong hoạt động điều hòa nồng độ đường trong máu. Chi tiết hơn, sản phẩm sơ cấp của quá trình phân giải glycogen là glucose-1-phosphate, chất này sau đó sẽ được biến đổi thành glucose-6-phosphate, và vào cuối quá trình, một loại enzyme của ER trơn trong tế bào gan sẽ tách nhóm phosphate khỏi glucose, để phân tử đường tự do rời khỏi tế bào.
Enzyme của ER trơn cũng giúp khử độc thuốc và chất độc. Cơ chế khử độc thường là gắn một nhóm hydroxyl vào thuốc, làm thuốc dễ tan hơn và do đó dễ dàng đào thải khỏi cơ thể. Ví dụ, họ enzyme cytochrome P450 đảm nhận một phản ứng khử độc được nghiên cứu rộng rãi, chúng xúc tác các thuốc hoặc các chất chuyển hóa không tan trong nước, nếu không những chất này có thể tích tụ đạt đến mức gây độc trong màng tế bào.
Mạng lưới nội chất ở các tế bào cơ lại đảm nhiệm một chức năng chuyên hóa khác. Tại đây, màng ER sẽ bơm các ion calci từ bào tương vào khoang chứa dịch. Khi tế bào cơ bị xung thần kinh kích thích, calci sẽ được giải phóng ra khỏi màng ER, làm tăng nồng độ calci trong bào tương và gây nên sự co của tế bào cơ.

#### Chức năng của lưới nội chất hạt (ER hạt)
Nhiều loại tế bào tiết ra các protein được sản xuất từ các ribosome gắn với ER hạt. Các ribosome này lắp ráp các amino acid thành các đơn vị protein, và chuyển cho ER hạt để tiếp tục chỉnh sửa thêm. Những protein này có thể là protein xuyên màng, được gắn vào màng của lưới nội chất, hoặc là protein hòa tan trong nước, có khả năng khuếch tán qua màng đi vào xoang. Khi protein mới tổng hợp đến xoang ER, nó cuộn xoắn thành hình dạng tự nhiên. Protein cũng có thể được gắn thêm với một số hợp chất như carbohydrate hoặc đường, sau đó lưới nội chất sẽ vận chuyển các protein đã hoàn chỉnh, được gọi là protein tiết, đến các địa điểm cần thiết trong tế bào, hoặc là gửi chúng đến bộ máy Golgi để tiếp tục xử lý, sửa đổi thêm.
Sau khi các protein tiết được hình thành, màng ER giữ chúng tách biệt khỏi các protein do các ribosome tự do tạo ra và duy trì chúng trong bào tương. Các protein tiết rời khỏi ER trong các túi có màng bao, giống như các bong bóng, nảy ra từ vùng chuyên hóa được gọi là vùng ER chuyển tiếp. Các túi di chuyển từ vùng này đến vùng khác của tế bào được gọi là túi (hay bóng) vận chuyển (túi tải, transport vesicle). Ngoài ra, còn có một cơ chế khác để vận chuyển lipid và protein ra khỏi ER, đó là thông qua các protein chuyển lipid (lipid transfer protein) tại những vùng được gọi là điểm tiếp xúc màng (membrane contact site). Tại đây, ER trở nên liên kết chặt chẽ và ổn định với màng của các bào quan khác, như màng sinh chất, bộ máy Golgi và lysosome.
Ngoài việc sản xuất các protein tiết, ER hạt còn là nhà máy sản xuất màng cho tế bào, nó tăng trưởng ở những nơi được bổ sung thêm protein và phospholipid. Khi chuỗi polypeptide dành cho protein màng được tạo ra từ các ribosome, chúng tự xen vào màng ER và bám ở đó nhờ những phần kỵ nước trong phân tử. ER hạt cũng sản xuất các phospholipid màng của riêng mình; các enzyme tích hợp trên màng ER hỗ trợ công tác lắp ráp các phospholipid. Màng ER mở rộng và được truyền đi ở dạng các túi vận chuyển đến các thành phần khác trong hệ thống nội màng.

### Bộ máy Golgi

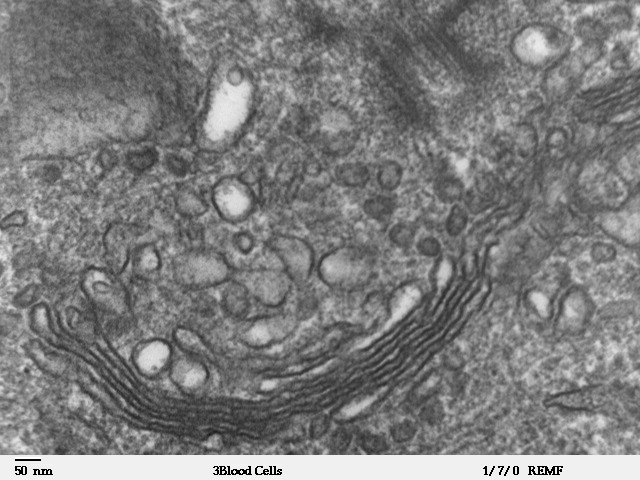
Ảnh vi ký của bộ máy Golgi, nhìn như một chồng gồm các vòng đen hình bán nguyệt. Đồng thời cũng thấy được nhiều túi tròn hiện diện gần bào quan.

Bộ máy Golgi (còn được gọi là thể Golgi và phức hệ Golgi) được cấu thành từ các túi riêng biệt được gọi là túi chứa dịch (cisternae). Vì được cấu tạo từ các chồng túi như vậy, hình dạng bào quan tương tự như một chồng bánh kếp. Số lượng chồng túi của bộ máy Golgi sẽ thay đổi tùy vào loại và chức năng của tế bào. Về vai trò, bộ máy Golgi được tế bào sử dụng để sửa đổi protein. Về cấu trúc, khu vực nhận các túi từ ER của bộ máy Golgi được gọi là mặt cis (mặt nhập), và thường ở gần ER. Khu vực đối diện với mặt cis được gọi là mặt trans (mặt xuất), nơi các sản phẩm hoàn thiện sẽ rời khỏi bộ máy. Mặt trans thường hướng về phía màng sinh chất, đây là đích đến của phần lớn các chất do bộ máy Golgi đảm nhận sửa đổi.
Các túi vận chuyển chứa protein (hoặc một số sản phẩm khác) sẽ xuất phát từ ER và đi đến bộ máy Golgi để tiếp tục sửa đổi cấu trúc; sản phẩm hoàn chỉnh sau đó có thể được tiết ra ngoài, hoặc vận chuyển đến những vị trí khác trong tế bào. Nhiều biến đổi có thể xảy ra với các protein hàng hóa trong hành trình xuyên qua không gian đậm đặc enzyme của bộ máy Golgi. Điển hình như hoạt động sửa đổi và tổng hợp các phần carbohydrate của glycoprotein, một công việc phổ biến trong quá trình chế biến protein. Bộ máy Golgi giúp loại bỏ và thay thế các monomer đường, sinh ra nhiều loại oligosaccharide. Bên cạnh hoạt động sửa đổi protein, phức hệ cũng tự sản xuất được những đại phân tử nhất định. Trong tế bào thực vật, bộ máy Golgi sản xuất pectin và các polysaccharide khác để xây dựng cấu trúc thực vật (chẳng hạn như thành tế bào).
Sau khi hoàn thành quá trình sửa đổi, bộ máy Golgi tiến hành phân loại các sản phẩm và gửi chúng đến những địa điểm khác nhau trong tế bào. Các dấu xác định phân tử (molecular identification label/tag) được thêm vào các sản phẩm bởi các enzyme của Golgi để hỗ trợ điều hướng hành trình vận chuyển. Cuối cùng, bộ máy Golgi giải phóng các sản phẩm bằng các túi nảy chồi từ mặt trans.

### Không bào

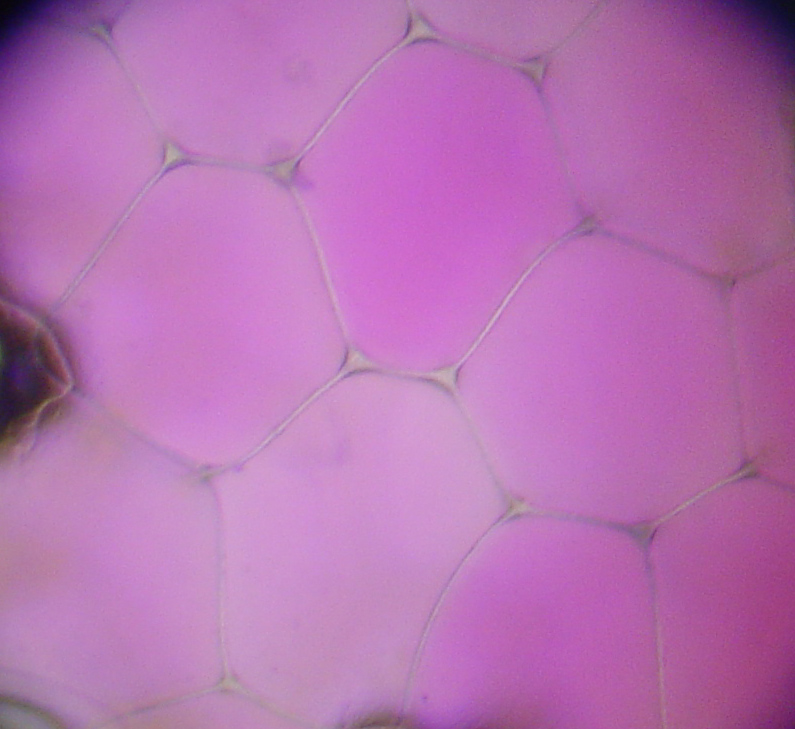
Hình ảnh không bào trong tế bào của một loài thực vật chi Tradescantia. Như có thể thấy, không bào chiếm một khoảng không gian rất lớn trong tế bào thực vật, ngoài ra, ở loài này, không bào còn chứa sắc tố anthocyanin (màu tím).

Không bào là các túi có màng bao bọc nằm trong tế bào. Không bào lớn hơn túi thông thường và đảm nhận nhiều chức năng đặc hiệu. Không bào thực vật và động vật khác nhau về bản chất hoạt động.
Trong tế bào thực vật, không bào chiếm lấy một khoảng lớn không gian nội bào, có thể là từ 30% đến 90% tổng thể tích tế bào. Hầu hết tế bào thực vật trưởng thành đều có một không bào trung tâm cỡ lớn, được bao bọc bởi một màng gọi là tonoplast. Không bào của tế bào thực vật đóng vai trò là khoang chứa các chất dinh dưỡng và chất thải của tế bào. Chất dịch tồn chứa những phân tử này được gọi là dịch bào (cell sap). Các sắc tố tạo màu cho tế bào đôi khi cũng được tìm thấy trong khối dịch này. Không bào cũng có thể hỗ trợ tăng kích thước tế bào bằng cách hấp thụ thêm nhiều nước để giãn dài tế bào. Ngoài ra, không bào cũng kiểm soát sức căng trương nước (turgor pressure) – áp suất thẩm thấu giữ thành tế bào không bị co rút. Giống như lysosome của tế bào động vật, không bào có độ pH thấp (tính acid) và có  chứa các enzyme thủy phân. Độ pH của không bào giúp chúng thực hiện các phương thức cân bằng nội môi trong tế bào. Ví dụ, khi pH môi trường ngoại bào giảm xuống, dòng ion H+ tràn vào bào tương có thể được chuyển tiếp đến không bào để làm ổn định pH bào tương.
Trong tế bào động vật, không bào phục vụ quá trình xuất bào (exocytosis) và nhập bào (endocytosis). Nhập bào là quá trình các chất được chuyển tải vào tế bào, còn xuất bào là quá trình các chất được bài xuất khỏi tế bào đến không gian ngoại bào. Chất nhập bào được màng sinh chất bao lấy tạo thành một túi nhỏ, và sau đó được gửi đến không bào. Có hai dạng nhập bào: thực bào (phagocytosis, "ăn tế bào") và ẩm bào (pinocytosis, "uống tế bào"). Khi thực bào, tế bào nuốt lấy những hạt lớn như vi khuẩn. Ẩm bào cũng tương tự thực bào, chỉ khác là các chất nhập bào tồn tại ở dạng giọt lỏng.

### Túi

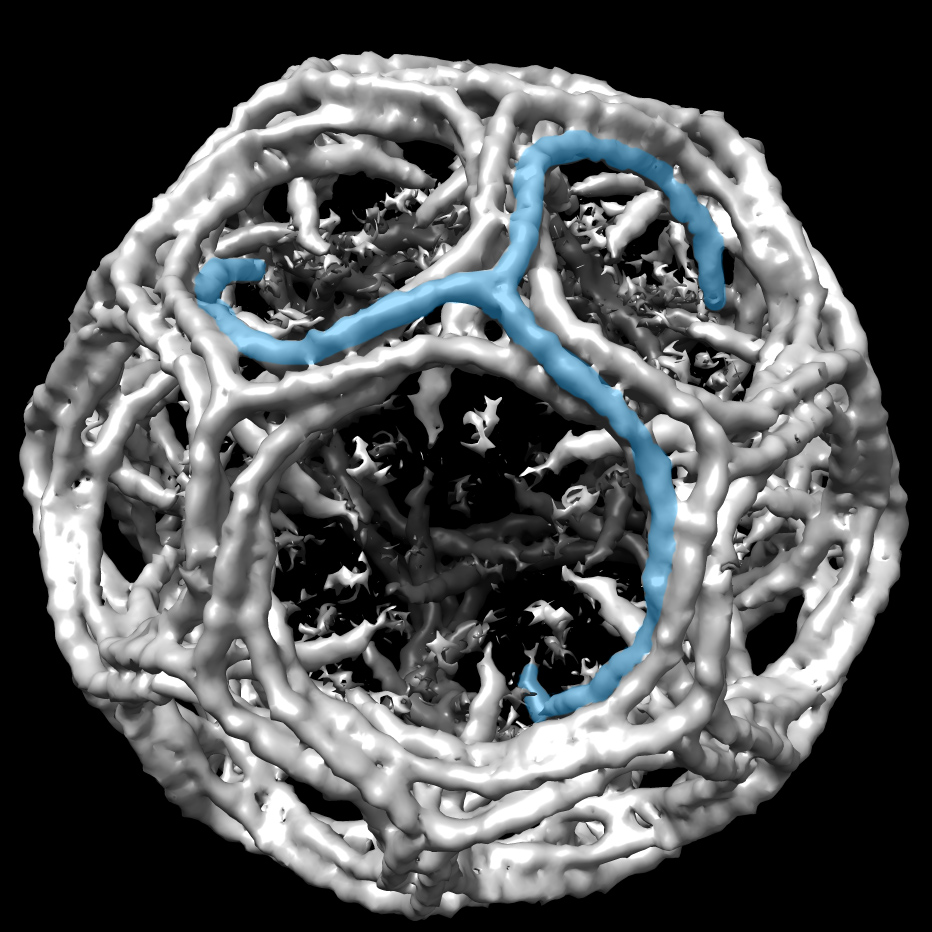
Túi vận chuyển trong tế bào có thể được phủ bởi một lớp vỏ protein. Trên hình là lớp vỏ phủ (hay "khung lồng") được hình thành từ protein clathrin, một đơn vị clathrin được làm nổi bật bằng màu xanh.

Túi (đôi khi cũng được gọi là bóng) là những đơn vị vận chuyển nhỏ có màng bao bọc có thể chuyển các phân tử giữa các khoang khác nhau. Phần lớn túi đảm nhận công việc chuyển các màng được lắp ráp trong lưới nội chất đến bộ máy Golgi, sau đó từ bộ máy Golgi đến các địa điểm khác nhau.
Có nhiều loại túi khác nhau với cấu hình protein khác nhau. Hầu hết chúng được hình thành từ các khu vực đặc hiệu của màng. Khi một túi nảy chồi khỏi màng, nó chứa những protein đặc hiệu trên bề mặt hướng ra bào tương. Mỗi một màng mà túi di chuyển qua đều chứa một chỉ thị trên chính bề mặt bào tương. Chỉ thị này tương ứng với các protein trên bề mặt túi đang di chuyển đến màng. Một khi các túi tìm thấy màng, chúng dung hợp với nhau.
Dựa vào lớp vỏ protein bao bên ngoài, túi được chia làm ba loại chính đó là: túi được phủ vỏ clathrin, túi được phủ vỏ COPI và túi được phủ vỏ COPII. Mỗi loại đảm nhận những chức năng khác nhau trong tế bào. Ví dụ, các túi vỏ clathrin vận chuyển các chất giữa bộ máy Golgi và màng sinh chất. Các túi có vỏ COPI và COPII thường tham gia hoạt động vận chuyển giữa ER và bộ máy Golgi.

### Lysosome
Lysosome (còn có tên gọi cũ là tiêu thể) là những bào quan có chứa enzyme thủy phân được sử dụng để tiêu hóa nội bào. Chức năng chính của lysosome là xử lý các phân tử mà tế bào đưa vào và tái quay vòng các bộ phận tế bào bị tổn thương. Hệ enzyme bên trong lysosome đa phần là các enzyme thủy phân hoạt động tối ưu trong môi trường acid. Lysosome cung cấp một môi trường như vậy bằng cách duy trì độ pH ở mức 5,0 bên trong bào quan nhờ các bơm proton. Nếu một lysosome bị vỡ, những enzyme thoát ra ngoài sẽ không hoạt động mạnh vì bào tương có pH trung tính. Tuy nhiên, nếu quá nhiều lysosome rò rỉ có thể khiến tế bào bị phá hủy bằng cách tự tiêu hóa.
Lysosome có vai trò trong việc thực hiện tiêu hóa nội bào, một quá trình còn được gọi là thực bào (phagocytosis, từ tiếng Hy Lạp phagein, nghĩa là ăn và kytos, là ống, ở đây nói về tế bào), bằng cách dung hợp với một không bào (cụ thể hơn là không bào tiêu hóa) và giải phóng các enzyme tiêu hóa vào không bào đó. Thông qua quá trình này, đường, amino acid và các đơn phân khác đi vào bào tương và trở thành chất dinh dưỡng cho tế bào. Lysosome cũng dùng các enzyme thủy phân để tái quay vòng các bào quan đã cũ hay "già" của tế bào – quá trình này được gọi là tự thực bào (autophagy). Khi đó, lysosome nuốt lấy bào quan và sử dụng các enzyme để phân giải bào quan đang bị bao gói đó. Những monomer hữu cơ thu được sau đó được đưa trở lại bào tương để tái sử dụng. Chức năng cuối cùng của một lysosome là tiêu hóa chính tế bào chứa nó thông qua quá trình tự phân giải (autolysis).

### Spitzenkörper
Spitzenkörper là một thành phần của hệ thống nội màng chỉ có ở nấm và có liên quan đến sự sinh trưởng của đỉnh sợi nấm. Khi quan sát bằng phương pháp đối pha, cấu trúc này là một thể tối màu tạo nên từ quần tụ các túi có màng bao bọc, những túi này có chứa các thành phần cấu trúc nên thành tế bào. Bào quan này đóng vai trò là điểm thu thập và phóng thích những thành phần trung gian giữa bộ máy Golgi và màng tế bào. Spitzenkörper có khả năng di động và tạo ra sự sinh trưởng của đỉnh sợi nấm mới khi cấu trúc này tiến lên phía trước.

Hình minh họa chi tiết màng sinh chất. Bao gồm cấu trúc của một phân tử phospholipid.

### Màng sinh chất
Màng sinh chất là một màng cấu tạo từ lớp kép phospholipid ngăn tách tế bào với môi trường xung quanh và điều hòa sự vận chuyển các phân tử và tín hiệu vào và ra khỏi tế bào. Khảm trên lớp màng là các protein đảm nhận nhiều chức năng khác nhau của màng sinh chất. Màng sinh chất không phải là một cấu trúc cố định hay cứng nhắc, các phân tử cấu thành màng có khả năng chuyển động sang bên. Vì chuyển động này và cùng với nhiều thành phần phối hợp cấu tạo mà màng sinh chất được xem là một cấu trúc khảm lỏng (fluid mosaic). Các phân tử nhỏ như carbon dioxide, nước và oxy có thể tự do đi qua màng sinh chất bằng cách khuếch tán hoặc thẩm thấu. Các phân tử kích thước lớn cần thiết cho tế bào sẽ được các protein màng tải vận thông qua cơ chế vận chuyển chủ động.
Màng sinh chất của một tế bào sở hữu nhiều chức năng. Trong số đó có thể kể đến vận chuyển chất dinh dưỡng vào tế bào, tống khứ các chất thải, ngăn chặn vật chất xâm nhập tế bào, ngăn chặn vật chất thiết yếu rời khỏi tế bào, duy trì độ pH bào tương, và giữ ổn định áp suất thẩm thấu của bào tương. Trên màng, các protein vận chuyển chỉ cho phép một số các chất nhất định đi qua, đây là cách thức để hiện thực hóa những chức năng trên. Những protein này lợi dụng quá trình thủy phân ATP để bơm các vật chất ngược chiều gradient nồng độ vào bên trong tế bào.
Ngoài nhóm chức năng điển hình này, màng sinh chất còn đóng một vai trò chuyên hóa hơn trong các sinh vật đa bào. Glycoprotein trên màng giúp tế bào nhận biết các tế bào khác, để trao đổi các chất chuyển hóa và hình thành các mô. Những protein khác trên màng sinh chất cho phép tạo kết nối giữa khung xương tế bào và chất nền ngoại bào; một chức năng giúp ổn định hình dạng tế bào và cố định vị trí của hệ protein màng. Các enzyme xúc tác các phản ứng cũng được tìm thấy trên màng sinh chất. Trên màng cũng có những protein thụ thể có hình dạng đặc thù khớp với chất truyền tin hóa học tương ứng, từ đó tạo ra hàng loạt đáp ứng tế bào khác nhau.

## Tiến hóa
Nguồn gốc của hệ thống nội màng có liên quan tới nguồn gốc của bản thân sinh vật nhân thực và nguồn gốc của sinh vật nhân thực lại có mối liên quan tới nguồn gốc nội cộng sinh của ty thể. Nhiều mô hình được đề xuất để giải thích nguồn gốc của hệ thống nội màng (xem:). Mô hình gần đây nhất cho thấy hệ thống nội màng phát triển từ sự tiết các túi màng ngoài của ty thể nội cộng sinh. Mô hình dựa trên túi màng ngoài (OMV-based model, trong đó outer membrane vesicle (OMV) là túi màng ngoài) hiện là mô hình giải thích nguồn gốc hệ thống nội màng. Mô hình này đòi hỏi ít nhất các phát kiến mới về nguồn gốc sinh vật nhân thực và giải thích mối liên quan của ty thể với những khoang vật chất khác của tế bào.